# Feldbach (Austria)
Feldbach (słoweń. Vrbna) – miasto powiatowe w Austrii, w kraju związkowym Styria, w powiecie Südoststeiermark. Do 31 grudnia 2012 siedziba powiatu Feldbach.